# اچ‌ام‌اس وارمینگهام (ام۲۷۳۷)
اچ‌ام‌اس وارمینگهام (ام۲۷۳۷) (به انگلیسی: HMS Warmingham (M2737)) یک کشتی بود. این کشتی در سال ۱۹۵۴ ساخته شد.